# Golf op de Middellandse Zeespelen 2009
Golf is een van de sporten die beoefend werden tijdens de Middellandse Zeespelen 2009 in Pescara, Italië. Er waren vier onderdelen: twee voor mannen, twee voor vrouwen.

## Uitslagen

#### Mannen
| Event       | Goud       | Zilver              | Brons             |
| ----------- | ---------- | ------------------- | ----------------- |
| Individueel | Tim Gornik | Filippo Bergamaschi | Nicolas Peyrichou |
| Team        | Italië     | Frankrijk           | Turkije           |

#### Vrouwen
| Event       | Goud                   | Zilver                    | Brons         |
| ----------- | ---------------------- | ------------------------- | ------------- |
| Individueel | Azahara Munoz Guijarro | Carlota Ciganda Machinena | Emilie Alonso |
| Team        | Spanje                 | Frankrijk                 | Italië        |

## Medaillespiegel
| Plaats | Land      | Goud | Zilver | Brons | Totaal |
| 1      | Spanje    | 2    | 1      | 0     | 3      |
| 2      | Italië    | 1    | 1      | 1     | 3      |
| 3      | Slovenië  | 1    | 0      | 0     | 1      |
| 4      | Frankrijk | 0    | 2      | 2     | 4      |
| 5      | Turkije   | 0    | 0      | 1     | 1      |
| Totaal | Totaal    | 4    | 4      | 4     | 12     |

1983 (demonstratie) · 1991 · 1993 · 1997 · 2001 · 2005 · 2009 · 2018
Atletiek · Basketbal · Bocce · Boksen · Gewichtheffen · Golf · Gymnastiek · Handbal · Judo · Kanovaren · Karate · Paardensport · Roeien · Schermen · Schietsport · Tafeltennis · Tennis · Voetbal · Volleybal · Waterpolo · Waterskiën · Wielersport · Worstelen · Zeilen · Zwemmen